# Maurisches Landhaus
Das Maurische Landhaus ist eine ehemalige Sommerresidenz des Königs Wilhelm I. von Württemberg im Stuttgarter Stadtbezirk Bad Cannstatt. Das Landhaus, von Hofarchitekt Ludwig von Zanth 1846 im maurischen Stil erbaut, wird heute als Gewächshaus und Nachttierhaus im zoologisch-botanischen Garten Wilhelma genutzt. 

## Geschichte

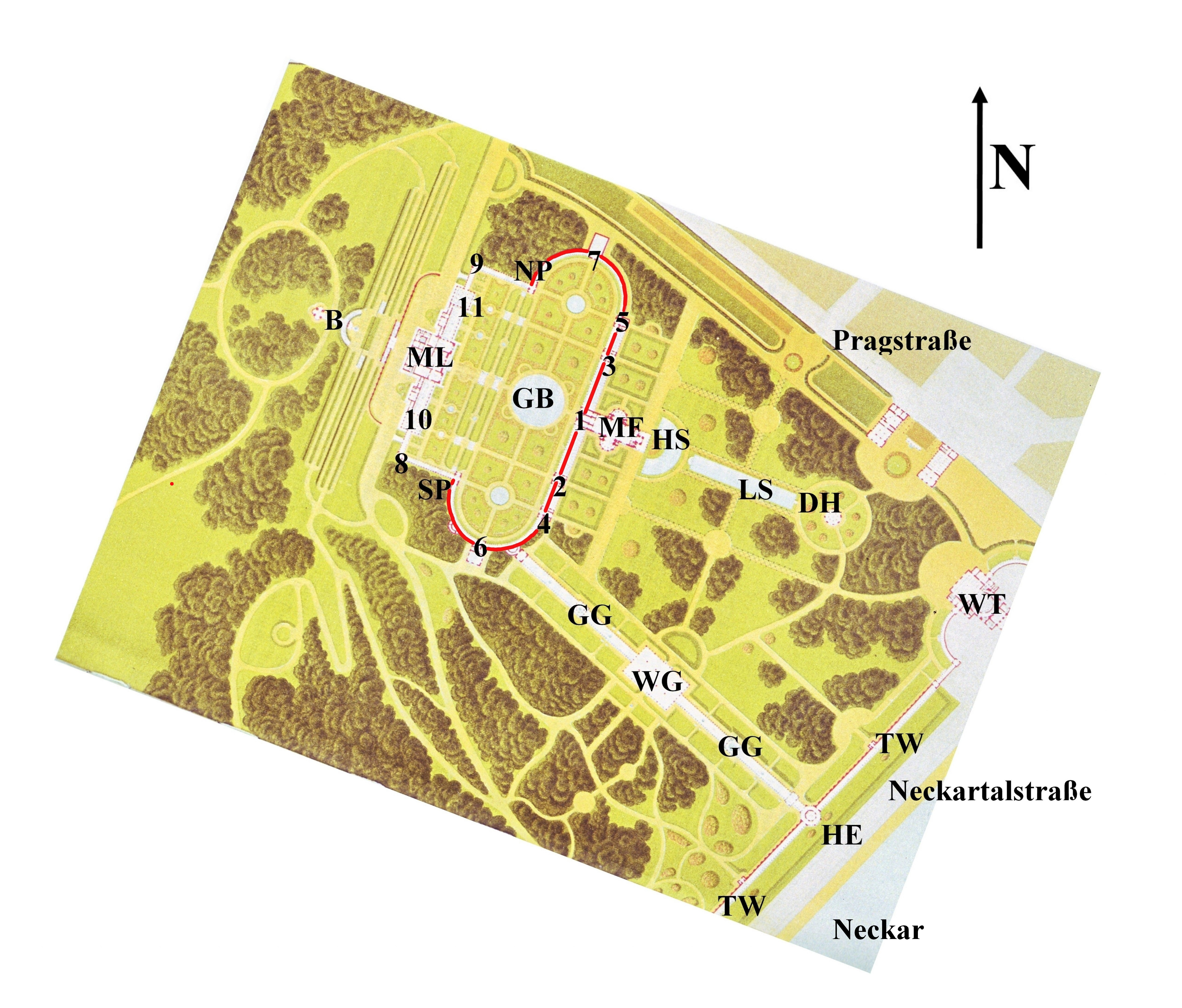
Plan der Wilhelma von 1855; der Standort des Maurischen Landhauses ist mit „ML“ markiert

König Wilhelm I. von Württemberg beauftragte im Jahr 1837 seinen Architekten Karl Ludwig von Zanth, in Cannstatt Gebäude im maurischen Stil für seinen Garten Wilhelma zu entwerfen. Nachdem im Schlosspark des benachbarten Schlosses Rosenstein Mineralquellen gefunden wurden, sollte zunächst ein Badehaus mit Orangerie entstehen. Nach einigen Finanzierungsschwierigkeiten und Planungsänderungen wurde das Maurische Landhaus letztlich als Wohngebäude mit angrenzenden Gewächshäusern sowie je einem Eckpavillon gebaut und im Jahr 1846 fertiggestellt.

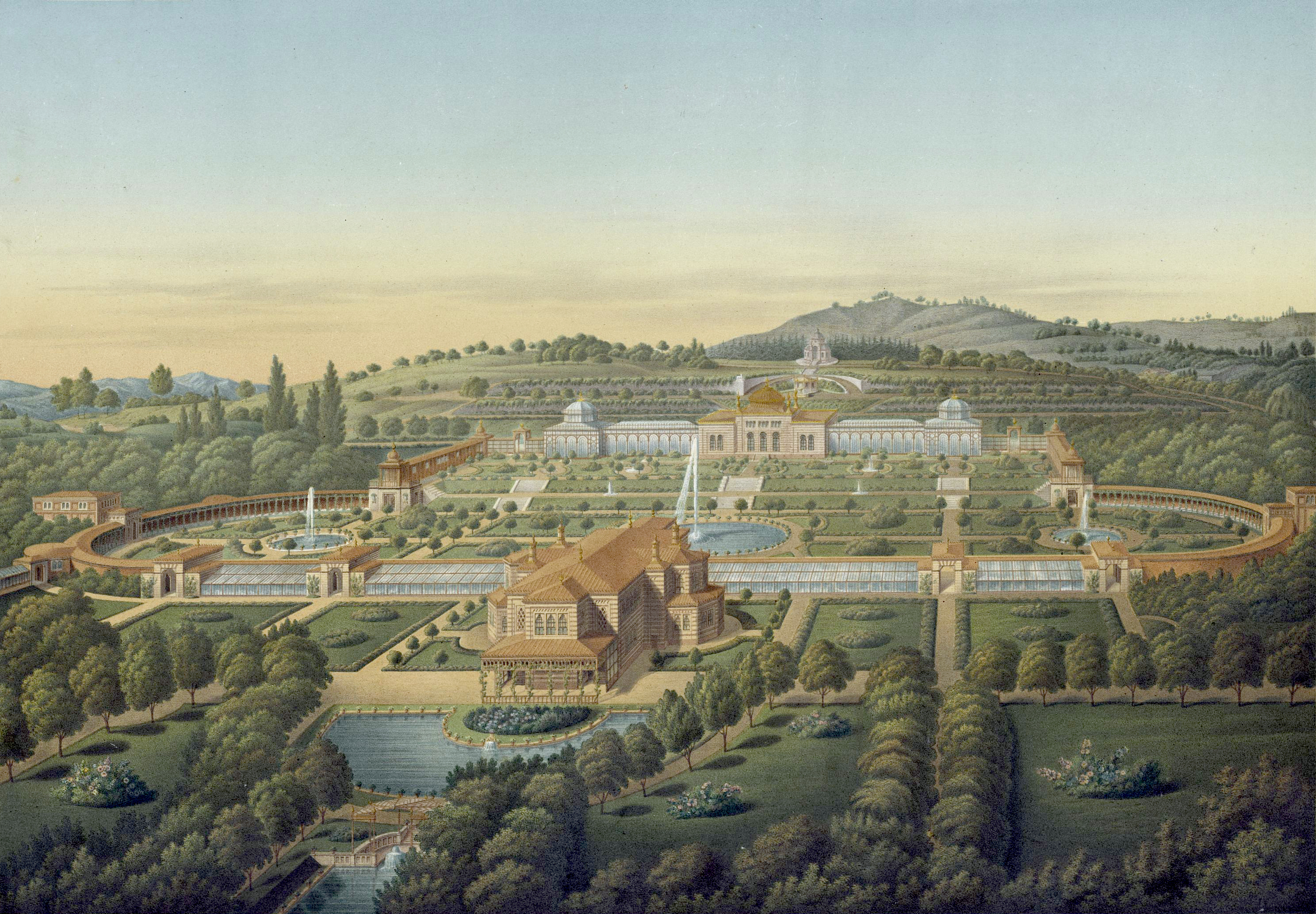
Ansicht der historischen Wilhelma von 1855

Die gesamte Anlage war so geplant, dass der König alle wichtigen Gebäude trockenen Fußes erreichen konnte. Vom Aussichtspavillon am Neckar (dem heutigen Haupteingang der Wilhelma) konnte man über die Gewächshäuser zum zentralen Wintergarten gelangen und dann weiter über einen überdachten Wandelgang mit Fliesenwand und einen Laubengang in das Landhaus. Vom Landhaus aus erreichte man wiederum über einen weiteren Wandelgang den Maurischen Festsaal, der nicht erhalten ist, und über den Wandelgang mit Terrakottawand das Wilhelma-Theater.
Die gesamte Anlage wurde 1864 fertiggestellt. Zunächst hatte nur die königliche Familie Zutritt, ab 1880 konnte aber auch die Öffentlichkeit mit einer entsprechenden Berechtigungskarte den Garten besuchen. Nach der Abdankung König Wilhelms II. von Württemberg im Jahr 1918 fiel die Anlage an den Volksstaat Württemberg, der 1952 im Bundesland Baden-Württemberg aufging. Das Maurische Landhaus wurde nach Zerstörungen während des Zweiten Weltkriegs 1971 wiederhergestellt und 2002 restauriert.
Der Name „Maurisches Landhaus“ wird gelegentlich nur auf den zentralen Gebäudeteil, der lange als Wohntrakt genutzt wurde, bezogen. Jedoch schon zu Zeiten Wilhelms I. war das Zentralgebäude beidseitig von Gewächshäusern eingerahmt, die jeweils in einem Glaskuppelbau endeten. Heute wird meist das gesamte Bauwerk als Maurisches Landhaus bezeichnet.

## Heutige Nutzung
Heute wird das Maurische Landhaus der Wilhelma als Gewächshaus genutzt, das fünf Einzelräume und bis 2014 auch ein Nachttierhaus umfasste. Aus botanischer Sicht beinhaltet der Gesamtbau fünf in sich abgeschlossene Pflanzenhäuser. Von Süden nach Norden sind dies das Glaskuppelhaus mit den Baumfarnen, das Glashaus mit den tropischen Farnen, das Zentralgebäude mit tropischen Pflanzen und der Nachttierabteilung, das Glashaus mit den tropischen Nutzpflanzen und das Glaskuppelhaus mit den Kakteen. Die fünf Pflanzenhäuser beherbergen über 1000 tropische und subtropische Pflanzen, die mehr als 350 Arten repräsentieren.

### Baumfarnhaus
Im kalten Farnkuppelhaus sind große Baumfarne mit ausladenden Blättern sowie die ebenfalls zu den Farnpflanzen gehörenden Schachtelhalme (Equisetum) untergebracht. Weiter werden dort auf der Südhalbkugel vorkommende Nacktsamer wie Araukarien (Araucaria), Kauri-Bäume (Agathis) und Steineiben (Podocarpus) gezeigt. Eine Besonderheit bildet die erst 1994 in Australien entdeckte Wollemie (Wollemia nobilis).

### Farnwarmhaus
Im Farnwarmhaus gedeihen zahlreiche tropische Farne wie beispielsweise Streifenfarne (Asplenium), Frauenhaarfarne (Adiantum) oder Epiphyten wie Geweihfarne (Platycerium). Neben den Farnen wachsen hier auch Moosfarne (Selaginella) und Bärlappe (Lycopodium) sowie Palmfarne der Gattungen Cycas, Zamia und Lepidozamia.

### Zentralgebäude

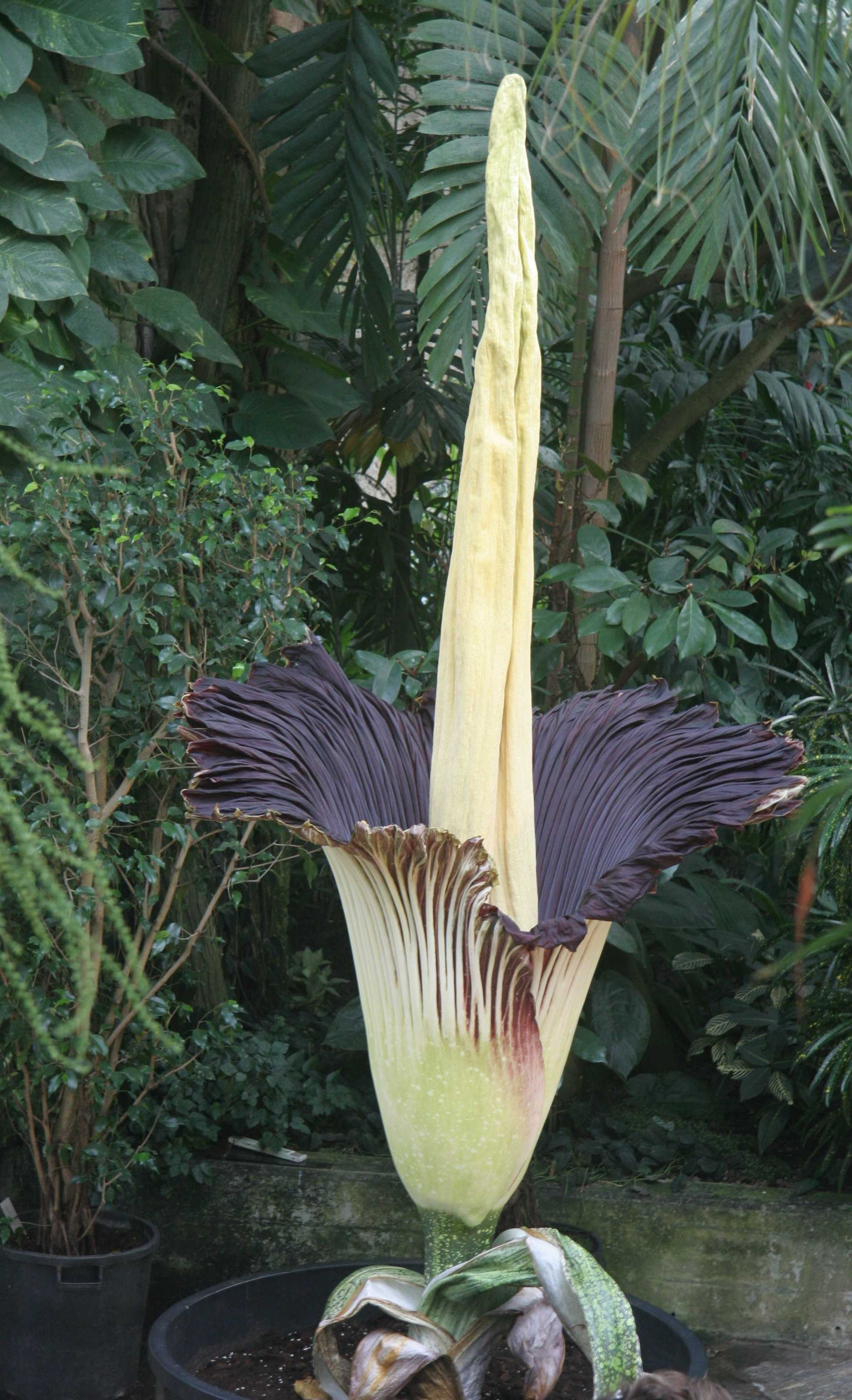
Titanenwurz „La Diva“ (2005)

Im Zentralgebäude werden heute tropische Pflanzen aller Kontinente gezeigt. Auffällig sind hier die Geigen-Feige (Ficus lyrata), der Brotfruchtbaum (Artocarpus altilis), der mit Bromelien (Bromeliaceae) bewachsene Stamm und die Gruppe aus Bananenstauden (Musa). Zu internationaler Berühmtheit gelangte die dort befindliche Titanenwurz (Amorphophallus titanum) „La Diva“, deren Blütenstand mit einer oberirdischen Höhe von 2,94 Metern den Weltrekord hielt. Die in Sumatra beheimatete Pflanze blühte erstmals vom 20. bis zum 22. Oktober 2005. An diesen drei Tagen kamen etwa 30.000 Besucher in das Landhaus, um die Titanenwurz zu bewundern. Weitere Blüten fanden im Juli 2008 und im Juni 2011 statt.
Weiter sind im Zentralgebäude einige tropische Vögel und die Nachttierabteilung untergebracht, die über eine Treppe von der oberen Galerie aus erreicht werden kann. In der unteren Etage ist eine Voliere mit madagassischen Fanalokas untergebracht, in der oberen Etage sind drei Einzelvolieren für Neuguinea-Schönloris, Balistare und Blaukrönchen und eine Gemeintschaftsvoliere mit Palawan-Pfaufasanen, Weißbürzelschamas, Prachtfruchttauben, Rotohrbülbüls und Elfenblauvögeln. Zu den ehemaligen Bewohnern gehören Finkenschnabelstar, Lauchgrüne Papageiamadine, Weißohr-Laubenvogel, Pfirsichköpfchen, Blauohr-Honigfresser, Braunkopf- und Halsbandliest, Blauwangen-Bartvogel, Fächertaube, Rotkappen-Fruchttaube, Sumbawadrossel und Straußwachtel.

### Nutzpflanzenhaus

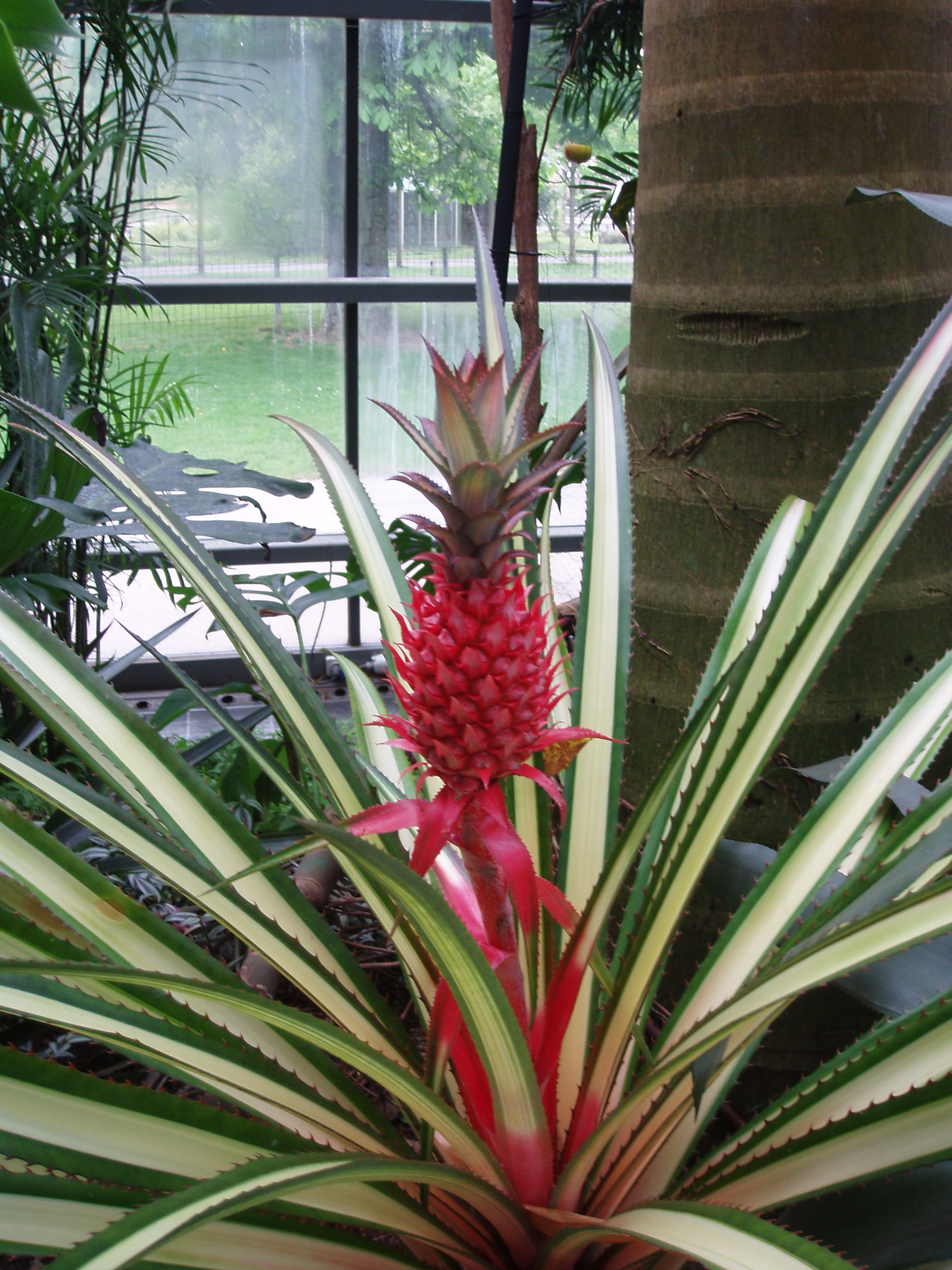
Ananaspflanze im Nutzpflanzenhaus

Im Nutzpflanzenhaus finden sich viele Nutzpflanzen, beispielsweise Faserpflanzen wie Baumwolle (Gossypium), Sisal-Agave (Agave sisalana) oder Textilbanane (Musa textilis) und Stärkelieferanten wie Yams (Dioscorea), Maniok (Manihot esculenta) oder Reis (Oryza sativa). Weiter finden sich dort früchte- und obstliefernde Pflanzen, wie Ananas (Ananas comosus), Mango (Mangifera indica) oder Sternfrucht (Averrhoa carambola), Gewürzpflanzen, wie Vanille (Vanilla planifolia), Pfeffer (Piper nigrum) oder Muskat (Myristica fragrans) und Genussmittelpflanzen wie Kaffeestrauch (Coffea), Kakaobaum (Theobroma cacao) oder Teestrauch (Camellia sinensis). Weiterhin sieht man dort Nutzpflanzen, die Farbstoffe oder Parfümzusatzstoffe liefern.

### Kakteenkuppelhaus

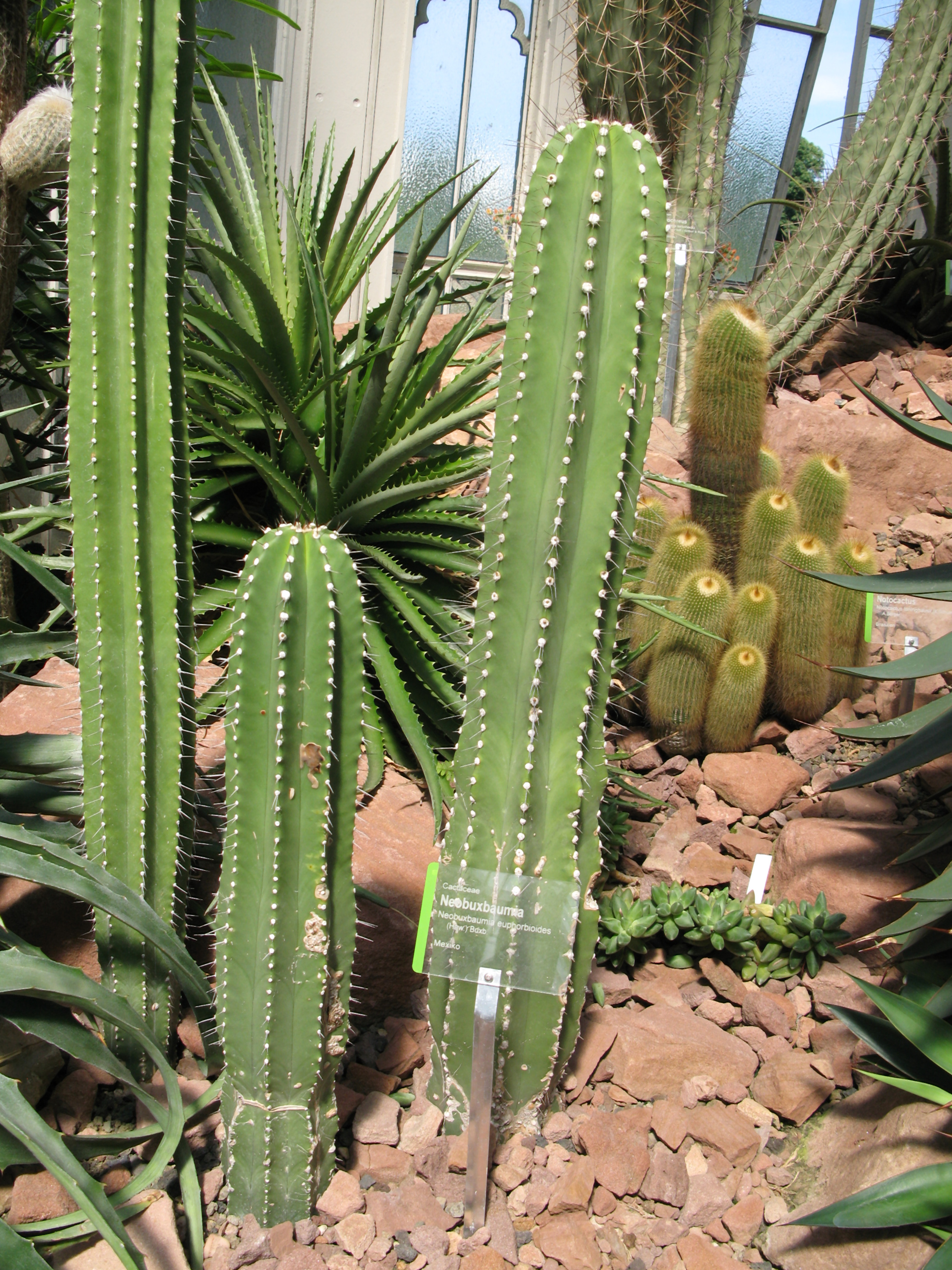
Kakteen im Kakteenkuppelhaus

Die Pflanzen im Kakteenkuppelhaus stammen vorwiegend aus der nordamerikanischen Sonora-Wüste. Diese subtropische Wüste ist erdgeschichtlich sehr alt und weist eine große Vielfalt an Kakteen auf. Neben den großen Säulenkakteen (Pachycereus pringlei) finden sich verschiedene Arten von Opuntien (Opuntia) und Agaven (Agave) sowie die noch sehr ursprünglichen Pereskien (Pereskia). Weiterhin finden sich dort Drachenbaumgewächse wie Beaucarnea und Dasylirion, Ananasgewächse wie Hechtia und Dyckia sowie die Jojoba-Pflanze (Simmondsia chinensis), die Lieferantin des Jojoba-Öls.

### Nachttierabteilung

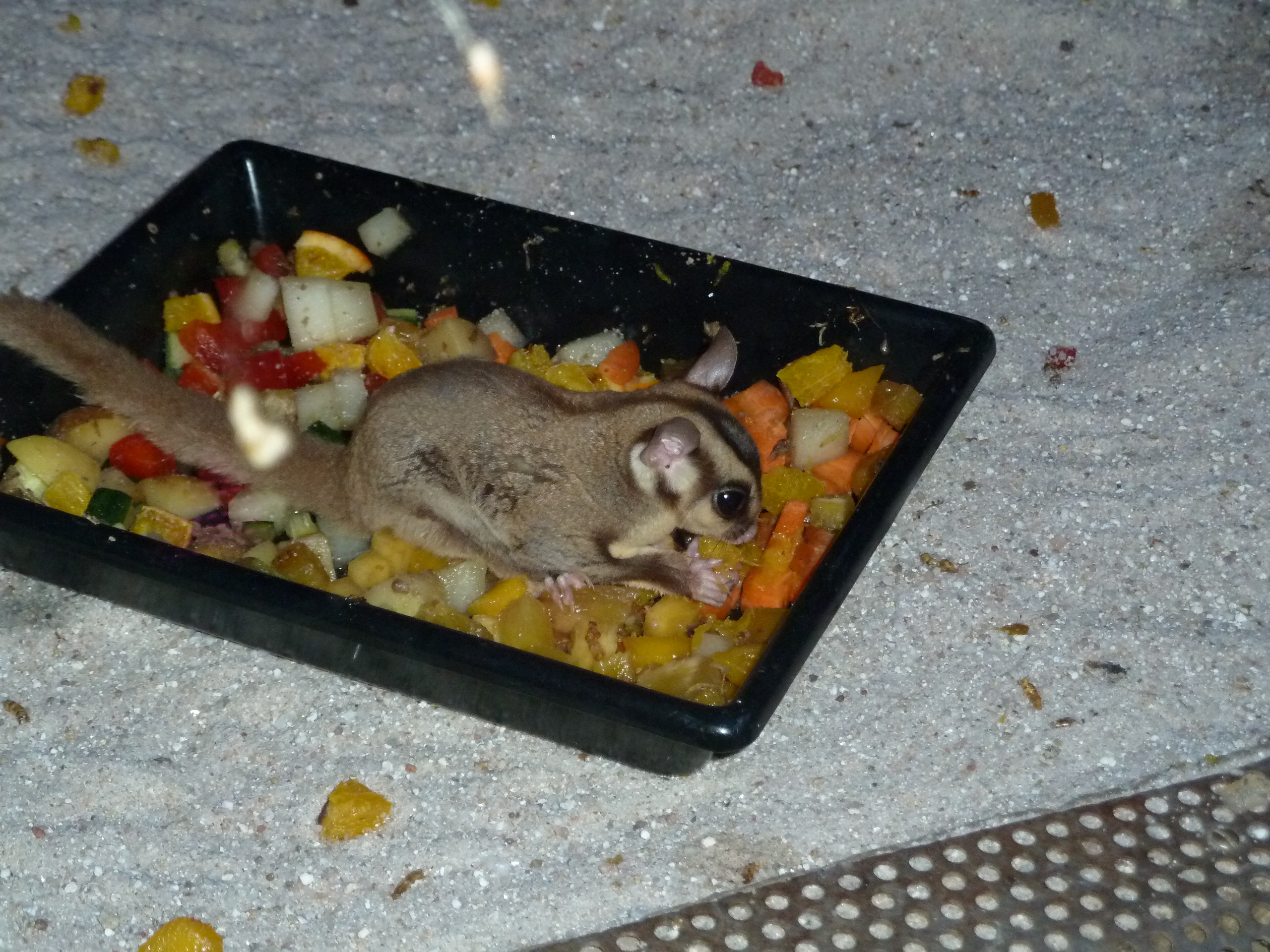
Gleithörnchenbeutler in der Wilhelma

Die Nachttierabteilung wurde 1962 eröffnet und zeigte erstmals in einem europäischen Zoo nachtaktive Tiere, deren Tag-Nacht-Rhythmus mit Hilfe von künstlichem Licht um zwölf Stunden verschoben wurde. Neben Kleinsäugern wie Mausmakis (Microcebus), Afrikanischen Bilchen (Graphiurus) und Gleithörnchenbeutlern (Petaurus) und Fledertieren wie Brillenblattnase (Carollia perspicillata), Nilflughund (Rousettus aegyptiacus) und Indischer Riesenflughund (Pteropus giganteus ) waren auch nachtaktive Wasserbewohner wie Wabenkröten (Pipa), Leuchtfische (Phosichthyidae), Riesensalamander (Cryptobranchidae) und der Axolotl (Ambystoma mexicanum) zu sehen. Die Nachttierabteilung wurde 2014 geschlossen.